# Karlstor (Neckargemünd)

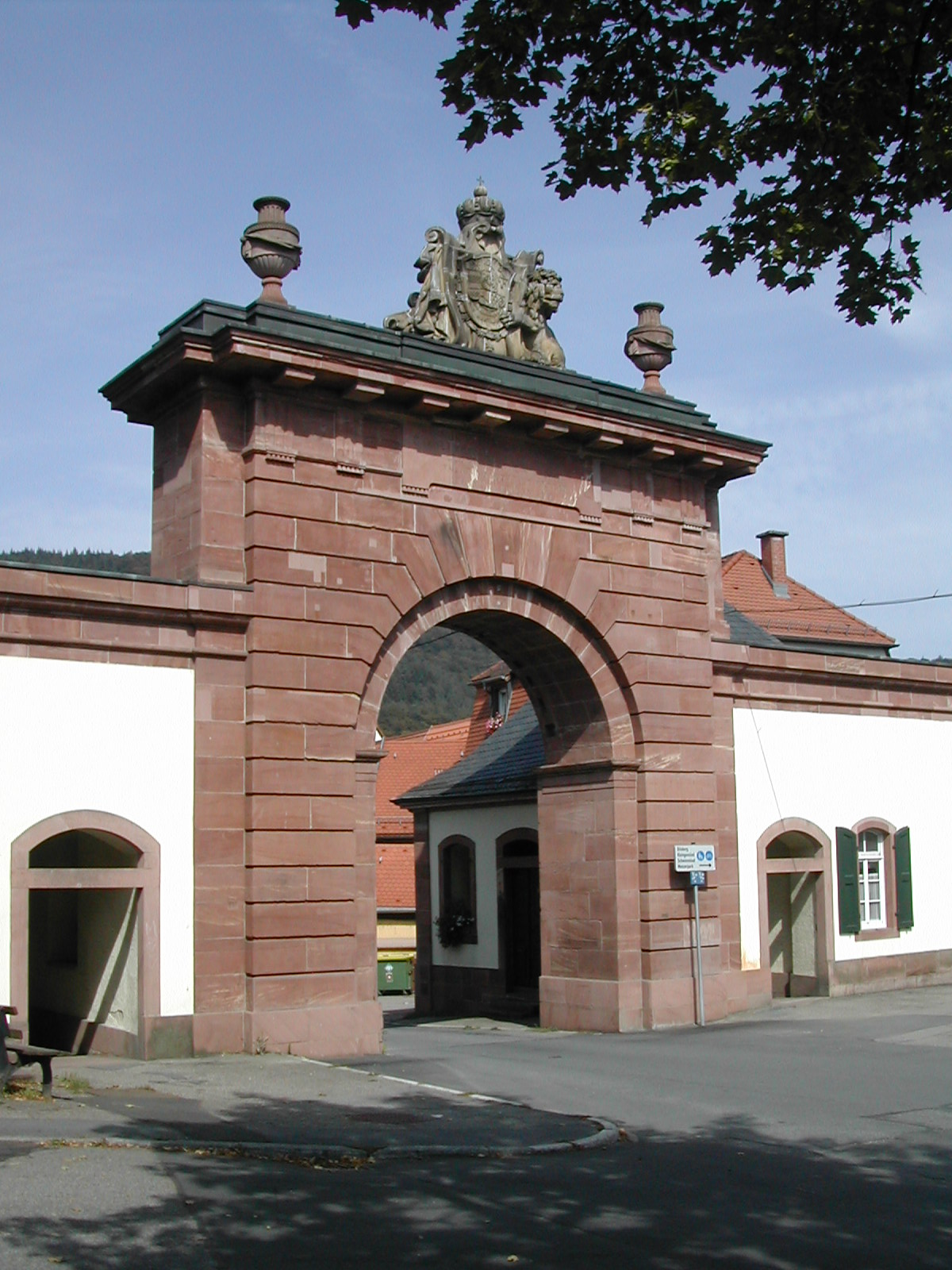
Karlstor in Neckargemünd

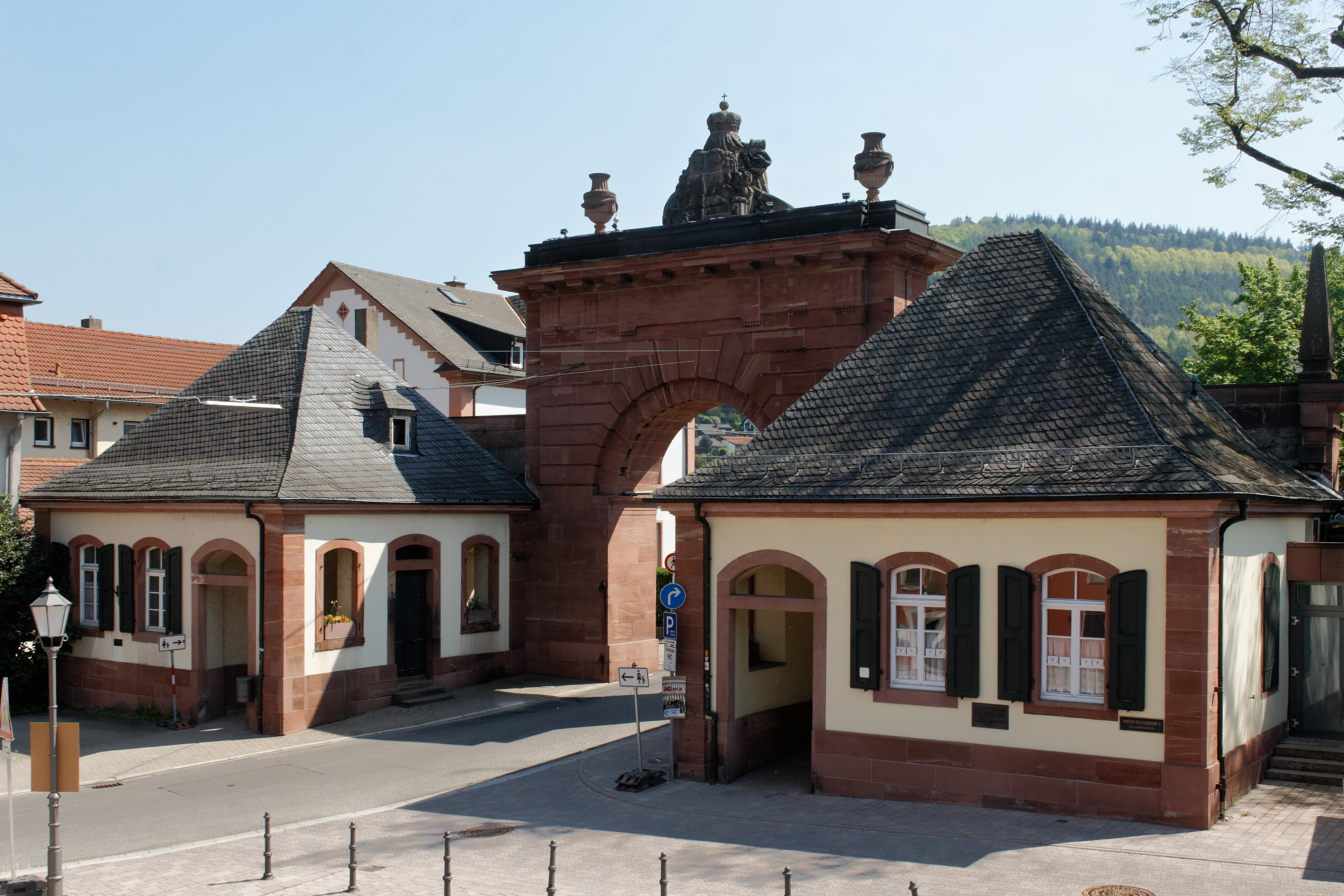
Torhäuser

Das Karlstor (ⓘ) in Neckargemünd, einer Stadt östlich von Heidelberg im Rhein-Neckar-Kreis in Baden-Württemberg, wurde 1788 errichtet. Das Tor am Ende der Altstadt ist ein geschütztes Kulturdenkmal.

## Geschichte
Im Jahr 1771 wurde das an gleicher Stelle stehende Obertor mit den übrigen Stadttoren abgetragen. Das Karlstor in Neckargemünd wurde ebenso wie das Karlstor in Heidelberg zu Ehren des Kurfürsten Karl Theodor errichtet. 1788 wurde es nach den Plänen des Architekten Friedrich Christoph Dyckerhoff (1751–1834), Vater von Jacob Friedrich Dyckerhoff, gebaut. Der Bildhauer Nestel schuf die bildhauerische Gestaltung.

## Architektur
Das Karlstor aus Buntsandstein in Form eines Triumphbogens trägt außen die lateinische Inschrift: „non urbis securitati ast Caroli Theodori electoris palatini gloriae aedificata porta palationo aque et extero sancta perenabit MDCCLXXXI“ (Nicht für die Sicherheit der Stadt, sondern zum Ruhme des Kurfürsten Carl Theodor erbaut, wird das Tor gleichwohl dem Pfälzer als dem Fremden heilig die Zeiten überdauern 1781). An der Stadtseite des Tores steht in deutscher Sprache geschrieben: „Zu Ehren dem Vater des Vaterlandes zur Zierde der Stadt heilig dem Volke“.
Das Karlstor wird bekrönt von einer Wappenkartusche mit Krone und einem Löwen, rechts und links davon stehen Vasen aus Sandstein.